# Río San Antonio (vattendrag i Argentina, Córdoba)
Río San Antonio är ett vattendrag i Argentina.   Det ligger i provinsen Córdoba, i den centrala delen av landet, 700 km nordväst om huvudstaden Buenos Aires.
Omgivningen kring Río San Antonio består i huvudsak av gräsmarker. Området är  ganska glesbefolkat, med 29 invånare per kvadratkilometer.